# Concerto pour violoncelle de Margola
Pour les articles homonymes, voir Concerto pour violoncelle (homonymie).
Le Concerto pour violoncelle op. 91 composé par Franco Margola est l'une de ses œuvres les plus importantes.
Dédié au violoncelliste espagnol Gaspar Cassadó, le concerto « est venu au jour en trois versions différentes dont Margola a tiré le matériel pour la version définitive du finale en 1949, ayant également bénéficié des conseils du dédicataire, Cassadó ».
Il se compose de trois mouvements :
- Allegro vivo, Adagio, Allegro, Adagio, Allegro
- Calmo
- Allegro, Tempo di Siciliana, Allegro

## Instrumentation
2 flûtes, 2 hautbois, 2 clarinettes en ut, 2 bassons, 3 cors en fa, 3 trompettes en ut, piano, timbales, violoncelle solo et cordes.

## Enregistrement
- Franco Margola, Concerto pour violoncelle, op. 91 ; avec : Orazio Fiume (Ouverture pour orchestre) et Ottorino Respighi (Adagio con variations pour violoncelle et orchestre) - Jacopo Francini, violoncelle ; Orchestra della Fondazione « Teatro Verdi » de Trieste, dir Paolo Longo (Rainbow Classical RW20100906)